# Подосиновское городское поселение
Подосиновское городское поселение — муниципальное образование в составе Подосиновского района Кировской области России.
Центр — посёлок городского типа Подосиновец.

## История
Подосиновское городское поселение образовано 1 января 2006 года согласно Закону Кировской области от 07.12.2004 № 284-ЗО.
Законом Кировской области от 28 апреля 2012 года № 141-ЗО в состав поселения включены все населённые пункты упразднённых Октябрьского и Щеткинского сельских поселений.

## Население
| 2009  | 2010  | 2011  | 2012  | 2013  | 2014  | 2015  |
| ----- | ----- | ----- | ----- | ----- | ----- | ----- |
| 4121  | ↗4509 | ↘4009 | ↗4414 | ↗5119 | ↘5008 | ↘4929 |
| 2016  | 2017  | 2018  | 2019  | 2020  | 2021  |       |
| ↘4785 | ↘4733 | ↘4645 | ↘4536 | ↘4401 | ↘4105 |       |

## Состав
В состав поселения входят 61 населённый пункт (население, 2010):
| - посёлок Подосиновец — 4029 чел.; - деревня Ананино — 7 чел.; - деревня Борок — 238 чел.; - деревня Верхнее Чуприяново — 76 чел.; - деревня Веснегово — 10 чел.; - деревня Костинская — 6 чел.; - деревня Ленино — 0 чел.; - деревня Лубяное Раменье — 6 чел.; - деревня Малеиха — 0 чел.; - деревня Мокрая — 0 чел.; - деревня Остров — 1 чел.; - деревня Перхино — 12 чел.; - деревня Пиньково — 15 чел.; - деревня Пожар — 26 чел.; - деревня Потемино — 13 чел.; - деревня Прислон — 0 чел.; - деревня Сетина Гора — 1 чел.; | - деревня Скулина Гора — 2 чел.; - деревня Содомово — 1 чел.; - деревня Соповская — 4 чел.; - деревня Тарасовское Раменье — 12 чел.; - деревня Тетеринская — 28 чел.; - деревня Устье — 13 чел.; - деревня Фенякино — 2 чел.; - деревня Хлябово — 0 чел.; - деревня Чащинская — 7 чел.; - село Октябрь — 277 чел.; - деревня Барановщина — 8 чел.; - деревня Выползово — 2 чел.; - деревня Григошево — 3 чел.; - деревня Загоскино — 0 чел.; - деревня Окулово — 16 чел.; | - деревня Олюхино — 0 чел.; - деревня Останино — 0 чел.; - деревня Палкино — 2 чел.; - деревня Романовщина — 3 чел.; - деревня Токовица — 2 чел.; - село Троица — 44 чел.; - деревня Фёдоровская — 0 чел.; - село Щеткино — 313 чел.; - деревня Антамоново — 4 чел.; - деревня Бушманиха — 10 чел.; - деревня Васильево Рамешко — 0 чел.; - деревня Верхнее Раменье — 0 чел.; - деревня Дурняково — 6 чел.; - деревня Елизарово — 2 чел.; - деревня Ермаковщина — 0 чел.; | - деревня Зубариха — 0 чел.; - деревня Лодейно — 14 чел.; - деревня Мергасовская — 2 чел.; - деревня Нижнее Раменье — 20 чел.; - деревня Огонково — 0 чел.; - деревня Паршиха — 0 чел.; - деревня Погорелово — 0 чел.; - деревня Рычково — 12 чел.; - деревня Сафониха — 0 чел.; - деревня Серкино — 12 чел.; - деревня Храпино — 9 чел.; - деревня Шадринская Гора — 6 чел.; - деревня Шишиха — 2 чел.; - деревня Щеткино — 54 чел. |